# 孤高
孤高（ここう）とは、個人の社会生活における1つの態度を表し、ある種の信念や美学に基づいて、集団に属さず他者と離れることで必要以上の苦労を1人で負うような人の中長期的な行動とその様態の全般を指す。本来は俗世間との通行を自ら断って1人で道を求める者の姿を指しており、私利私欲を求めず他者と妥協することなく「名誉」や「誇り」といったものを重視する姿勢から、周囲が「気高さ」を感じるような良い意味での形容に用いられる他に、協調性を欠いた独自の態度を軽く批判する場合にも用いられる。迎合主義の対極に位置する。芸術家や指導者に多く存在する。